# Eisenbahnunfall von Hordorf

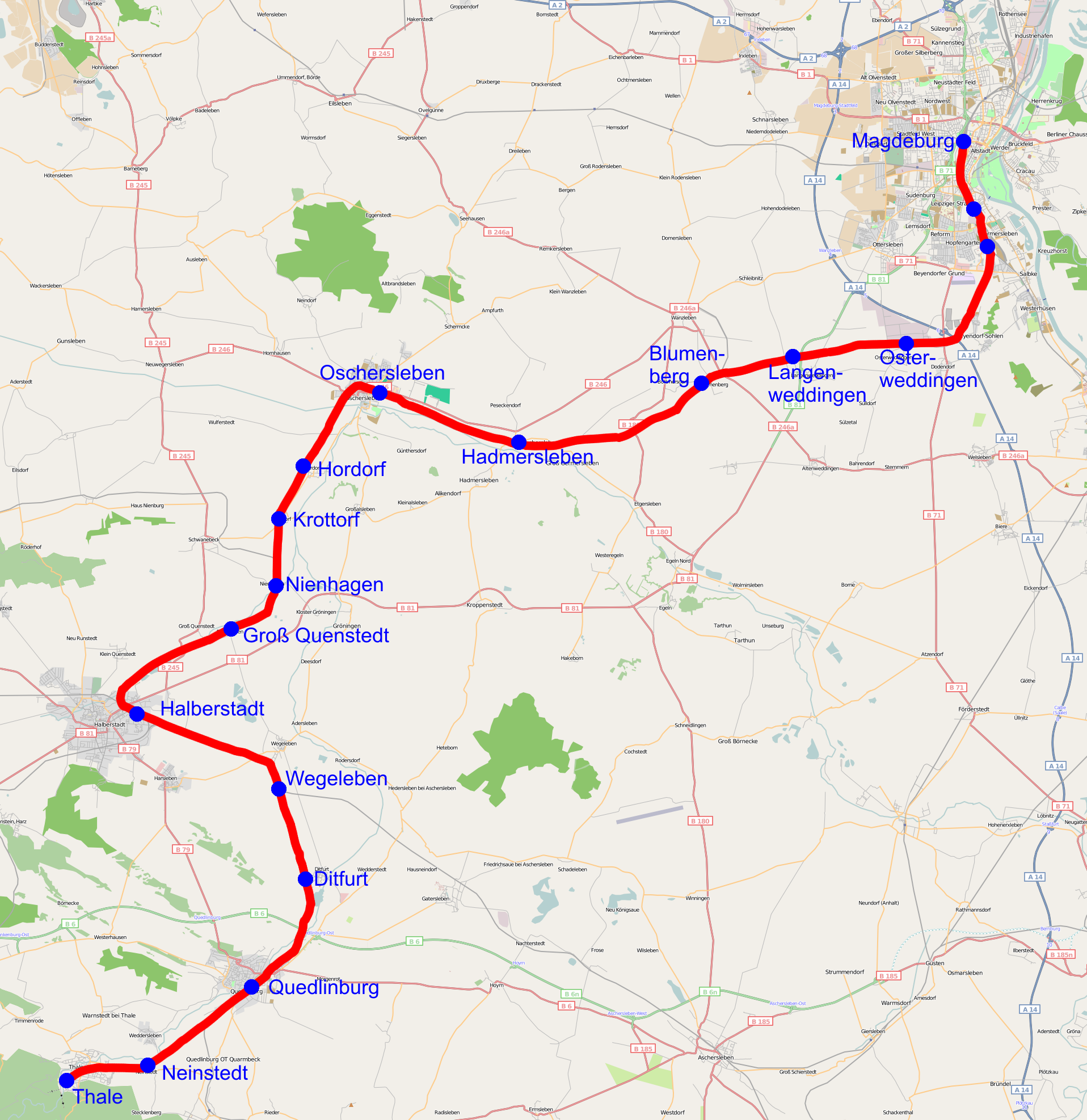
Bahnstrecke Magdeburg–Thale

Der Eisenbahnunfall von Hordorf ereignete sich am 29. Januar 2011 in der Nähe des Haltepunkts Hordorf auf der Bahnstrecke Magdeburg–Thale. Ein Personenzug stieß mit einem entgegenkommenden Güterzug zusammen. Durch den Zusammenstoß kamen zehn Menschen ums Leben, 23 weitere Personen wurden zum Teil lebensgefährlich verletzt.

## Unfallgeschehen

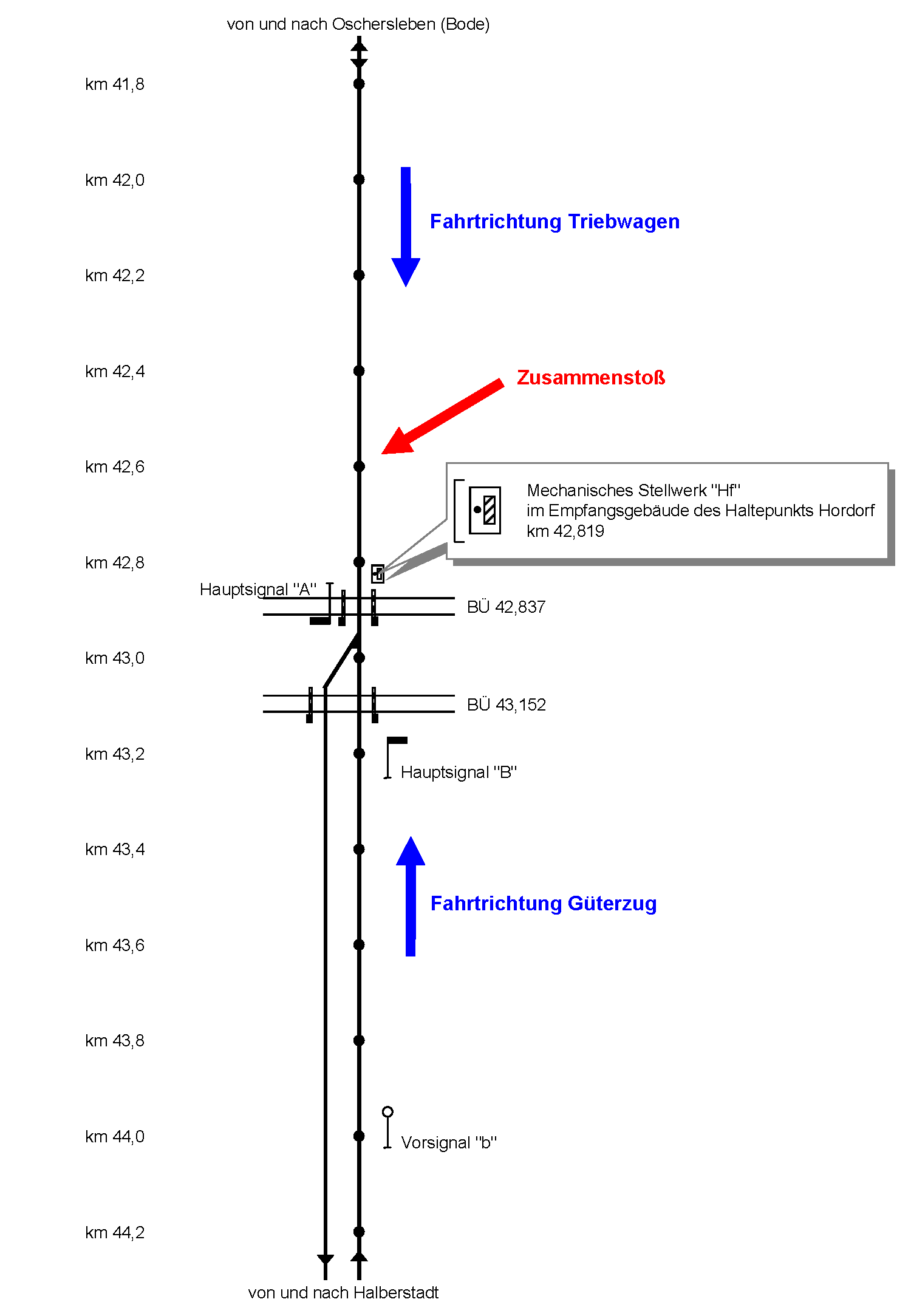
Situationsskizze vom Unfallort

Am Abend des 29. Januar 2011 war der HarzElbeExpress (HEX), Zugnummer 80876, von Veolia Verkehr fahrplanmäßig von Magdeburg in Richtung Halberstadt unterwegs. Auf dem eingleisigen Streckenabschnitt kurz vor dem Haltepunkt Hordorf, wo an einer Überleitstelle die von Halberstadt kommende zweigleisige Strecke eingleisig wird, stieß er bei dichtem Nebel bei Streckenkilometer 42,702 um ca. 22.28 Uhr mit dem rund zwei Stunden verspätet verkehrenden Güterzug 69192 frontal zusammen, nachdem dieser unzulässig am haltzeigenden Blocksignal B vorbeigefahren war.
Der aus Rübeland kommende Güterzug der Verkehrsbetriebe Peine-Salzgitter bestand aus 32 mit Kalk beladenen Wagen und war mit den zwei Diesellokomotiven 1703 und 1704 vom Typ Vossloh G 1700-2 BB bespannt. Die Geschwindigkeit des Zuges mit 2700 Tonnen Gesamtmasse betrug 69 km/h. Der mit etwa 50 Reisenden besetzte HEX-Triebwagen hatte seine Geschwindigkeit durch eine vom Triebfahrzeugführer eingeleitete Schnellbremsung 135 m vor der Kollision bereits von 98 auf 66 km/h verringert, der Güterzug von 69 auf 68 km/h. Während der schwere, 580 m lange Güterzug, abgesehen vom demolierten ersten Triebfahrzeug, nur leicht beschädigt wurde und erst etwa 500 Meter hinter der Unfallstelle zum Stehen kam, wurde der zweiteilige Nahverkehrstriebwagen VT 810 des Typs LINT 41 mit einer Leermasse von 63,5 Tonnen durch den Aufprall auf die linke Seite gekippt. Der vordere Teil des Triebwagens wurde fast vollständig zerstört.
Der wegen des Unfalls gesperrte Streckenabschnitt Oschersleben–Halberstadt wurde in den Abendstunden des 1. Februar 2011 wieder für den Verkehr freigegeben.

## Opfer und Rettungsmaßnahmen
Zehn Menschen wurden getötet, darunter der Triebfahrzeugführer des Personenzuges und die Zugbegleiterin. Der Triebfahrzeugführer des Güterzugs erlitt leichte Verletzungen. In einem ersten Bericht des Bundesverkehrsministeriums war von 18 Menschen mit schweren und 25 mit leichten Verletzungen ausgegangen worden. In dem abschließenden Untersuchungsbericht werden von den 32 Personen des Personenzugs 23 Personen mit zum Teil schweren Verletzungen genannt. Wegen starken Nebels konnten keine Hubschrauber zum Abtransport der Verletzten eingesetzt werden. An den Rettungsmaßnahmen waren rund 100 Einsatzkräfte aus der ganzen Region beteiligt.

## Gedenken
Am Samstag, dem 5. Februar 2011 fand im Dom zu Halberstadt ein Gottesdienst statt, bei dem der Opfer des Unfalls gedacht wurde. An ihm nahmen rund 1000 Menschen teil, darunter auch Sachsen-Anhalts damaliger Ministerpräsident Wolfgang Böhmer, der Vorstandsvorsitzende der Deutschen Bahn AG Rüdiger Grube und Bundesverkehrsminister Peter Ramsauer.
Ein von den Angehörigen mitgestalteter Gedenkstein wurde am 27. Januar 2012 an der Unglücksstelle enthüllt. Dem getöteten Lokführer des Personenzuges wurde die Rettungsmedaille des Landes Sachsen-Anhalt verliehen. Zudem wurde ein Bericht (Das Zugunglück von Hordorf – Katastrophe auf eingleisiger Strecke) im deutschen Privatfernsehen mit Interviews von Augenzeugen und Helfern sowie Unfallbildern gezeigt.

## Gerichtsverhandlung
Am 8. Oktober 2012 begann am Landgericht Magdeburg der Prozess gegen den Triebfahrzeugführer des Güterzuges. Zum Prozessauftakt wurde durch den Verteidiger eine schriftliche Erklärung verlesen, in der der Angeklagte bei den Verletzten und Hinterbliebenen um Entschuldigung bat und angab, die Haltesignale nicht wahrgenommen zu haben.
Zuvor wurden durch die Bundespolizei, das Landeskriminalamt Sachsen-Anhalt, die Eisenbahn-Unfalluntersuchungsstelle des Bundes und die Staatsanwaltschaft Magdeburg Ermittlungen gegen den 41-jährigen Lokführer durchgeführt. Die Staatsanwaltschaft Magdeburg erhob am 2. Januar 2012 Anklage wegen zehnfacher fahrlässiger Tötung, fahrlässiger Körperverletzung in 22 Fällen und fahrlässiger Gefährdung des Bahnverkehrs.
In einem ersten Bericht des Bundesministeriums für Verkehr, Bau und Stadtentwicklung vom 1. Februar 2011 wurde festgestellt, dass der Güterzug am haltzeigenden Blocksignal B von Hordorf die Fahrt des Personenzuges vom ein- in den zweigleisigen Streckenabschnitt abwarten sollte. Der Güterzug habe das „Halt erwarten“ zeigende Vorsignal passiert, ohne die Geschwindigkeit zu verringern und am Hauptsignal zum Stehen zu kommen. Die bereits für den Personenzug gestellte Weiche habe der Güterzug aufgefahren. Nachdem der Fahrdienstleiter im Stellwerk Hordorf durch den Auffahrvorgang alarmiert wurde, habe dieser nach eigener Aussage noch über Zugfunk einen Nothaltauftrag abgegeben. Ein weiterer Bericht nach der ersten Auswertung beider Datenaufzeichnungen bestätigte, dass sowohl das Vor- als auch das Hauptsignal durch den Triebfahrzeugführer des Güterzuges nicht beachtet wurden und eine erste Reaktion erst unmittelbar vor dem Zusammenstoß erfolgte. Die Vermutung, dass der Triebfahrzeugführer des Güterzugs nicht auf der ersten, sondern auf der zweiten Lokomotive gewesen sei, wurde mit der Begründung zurückgewiesen, dass die Steuerung des Zugs von der ersten Lokomotive aus erfolgte.
Am 14. September 2011 veröffentlichte die Eisenbahn-Unfalluntersuchungsstelle des Bundes ihren Untersuchungsbericht. Sie kommt zu dem Schluss, dass alle anderen möglichen Ursachen außer menschlichem Versagen ausgeschlossen werden können. Weiterhin schließt sie nicht aus, dass der Nebel das Unglück begünstigte. Aufgrund der Eigenschaft von Nebel, auf kurze Distanz und zeitlich sehr unterschiedlich aufzutreten, kann zu den tatsächlichen Verhältnissen zur Unfallzeit keine klare Aussage getroffen werden. Der Triebfahrzeugführer eines vorher fahrenden Zuges gab eine Sichtweite von 100 bis 150 Metern an.
Am 28. November 2012 wurde der Triebfahrzeugführer vom Landgericht Magdeburg zu einem Jahr Haft auf Bewährung verurteilt. Das Gericht folgte damit den Forderungen von Staatsanwaltschaft und Verteidigung. Ein Vertreter der Nebenklage, der fünf Jahre Haft gefordert hatte, kündigte Revision vorm Bundesgerichtshof an, da die Aufklärung des Unglücks nicht ausreichend erfolgt sei.
Am 6. August 2013 wies der BGH die Revision der beiden Nebenkläger zurück und das Urteil wurde rechtskräftig.

## Hintergrund
Die 58 Kilometer lange Bahnstrecke zwischen Magdeburg und Halberstadt ist auf 37 Kilometern eingleisig, für eine Höchstgeschwindigkeit von 100 km/h zugelassen und war zum Unfallzeitpunkt nur teilweise mit punktförmiger Zugbeeinflussung (PZB), die eine Zwangsbremsung des Güterzuges hätte auslösen können, ausgerüstet. Eine rechtliche Verpflichtung zum Einbau einer Zugbeeinflussungseinrichtung bestand nach § 15 Absatz 2 der Eisenbahn-Bau- und Betriebsordnung zum Unfallzeitpunkt erst bei Strecken mit einer zugelassenen Höchstgeschwindigkeit von über 100 km/h. In der Nähe des Haltepunkts Hordorf geht ein eingleisiger Streckenabschnitt in einen zweigleisigen über. Diese Überleitstelle wird mit Hauptsignalen gesichert, die von einem örtlichen Stellwerk bedient werden. Der Einbau der PZB-Streckeneinrichtung in Hordorf war im Zug des Ausbaus der Strecke auf Fahrgeschwindigkeiten von 120 km/h für März 2011 vorgesehen. Die Umrüstung anderer Abschnitte der Strecke hat hingegen laut Angaben der Deutschen Bahn bereits stattgefunden. Die noch nicht durchgeführte Ausrüstung sollte „bis spätestens Ende 2008 erfolgen“, hieß es in einem Vermerk. Als Hinderungsgrund wird eine fehlende Bewilligung der erforderlichen Gelder für die Ausrüstung der 52 Kilometer langen Strecke Halberstadt–Magdeburg in Höhe von 533 000 Euro durch das Eisenbahn-Bundesamt genannt. Ende Mai 2011, vier Monate nach dem Unfall, wurde in Oschersleben sowie an der Unfallstelle in Hordorf die punktförmige Zugbeeinflussung in Betrieb genommen.
Mit der Änderung der Eisenbahn-Bau- und Betriebsordnung vom 25. Juli 2012 wurde die Ausrüstung aller deutschen Haupt- und vieler Nebenbahnen mit punktförmiger Zugbeeinflussung bis zum 31. Dezember 2014 vorgeschrieben.